# Lindmania thyrsoidea
Lindmania thyrsoidea (лат. Lindmania thyrsoidea) — растение из рода Линдмания семейства Бромелиевые (лат. Bromeliaceae) подсемейства Питкерниевые (лат. Pitcairnioideae).

## Автор названия вида
Вид Lindmania thyrsoidea был изучен и описан известным американским ботаником Лайманом Брэдфордом Смитом, который специализировался на семействе Бромелиевые.

## Распространение
Вид Lindmania thyrsoidea встречается в Венесуэле, где он является эндемичным.